# Here comes trouble
Here comes trouble is het zesde studioalbum van de Britse muziekgroep Charlie. Het album was bedoeld als opvolger voor Fight dirty, maar Charlie werd de dupe van een onderlinge twist binnen platenlabels. De band heeft het album opgenomen, maar Arista Records uit de Verenigde Staten wil meer liedjes, dat wil zeggen liedjes die geschikt zijn als single; het management van de band zegt nee en het Europese platenlabel van de band Polydor wil pas iets uitgeven als er een release in de Verenigde Staten is geweest. De band zit klem. Het album belandde op de planken. Ondertussen werd Good Morning America uitgebracht met een wisseling in de personele bezetting; Eugen Organ en Julian Colbeck waren naar de Verenigde Staten verhuisd en konden dus niet meespelen op het in Engeland opgenomen Good Morning America.

## Musici
- Terry Thomas – zang, gitaar
- John Anderson – basgitaar, zang
- Eugene Organ – gitaar, basgitaar, zang
- Julian Colbeck – toetsinstrumenten, zang
- Steve Gadd (niet te verwarren met Steve Gadd) – slagwerk, percussie

## Tracklist
| Nr. | Titel                               | Duur |
| --- | ----------------------------------- | ---- |
| 1.  | Jealous (Charlie)                   | 3:46 |
| 2.  | There you go again (Thomas)         | 3:19 |
| 3.  | Five years (Thomans)                | 2:29 |
| 4.  | Writing on the all (Charlie)        | 3:43 |
| 5.  | Literary love (Colbeck, Thomas)     | 3:36 |
| 6.  | Take the money (Thomas)             | 3:42 |
| 7.  | Don’t stand in my way (Thomas)      | 3:21 |
| 8.  | Only dreaming (Thomas)              | 3:44 |
| 9.  | Mind your own business (Charlie)    | 3:37 |
| 10. | Zero (Colbeck, Thomas)              | 3:14 |
| 11. | You are my life (Thomas)            | 4:06 |
| 12. | I'm a consumer (Thomas)             | 3:17 |
| 13. | I'm sorry (Thomas)                  | 4:24 |
| 14. | Don’t let go (Thomas)               | 4:34 |
| 15. | Stupid world (Thomas)               | 4:39 |
| 16. | All my life (hidden track)          |      |
| 17. | Fool for your love (hidden track)   |      |
| 18. | Just one more chance (hidden track) |      |